# Epinephelus timorensis
Epinephelus timorensis, tên thường gọi là Yellowspotted grouper, là một loài cá biển thuộc chi Epinephelus trong họ Cá mú. Loài này được mô tả lần đầu tiên vào năm 1987.

## Phân bố và môi trường sống
E. timorensis có phạm vi phân bố rải rác ở Đông Ấn Độ Dương và Tây Thái Bình Dương. Loài này được tìm thấy ở ngoài khơi bang Tây Úc (Úc); đảo Tutuila (Samoa thuộc Mỹ); đảo Kanton (quần đảo Phoenix); Kiribati, Fiji và Samoa. Loài này sống ở độ sâu khoảng 73 đến 210 m.

## Mô tả
E. timorensis trưởng thành có chiều dài cơ thể lớn nhất được ghi nhận là 26,5 cm. Thân thuôn dài, hình bầu dục. Màu sắc khi mẫu vật còn sống: màu lam xám hay nâu xám với nhiều chấm vàng phủ khắp đầu và thân. Một hàng các đốm màu nâu vàng sẫm dọc theo rìa của vây lưng và vây hậu môn, và mép sau của vây đuôi. Vây bụng có các vệt màu nâu vàng và trắng, và một vài đốm nâu vàng. Màu sắc của cả hai mẫu vật khi được ngâm rượu bảo quản là màu nâu, hơi sáng hơn ở vùng bụng. Các vây có màu nâu nhạt.
Số gai ở vây lưng: 11; Số tia vây mềm ở vây lưng: 16 - 17; Số gai ở vây hậu môn: 3; Số tia vây mềm ở vây hậu môn: 8; Số gai ở vây bụng: 1; Số tia vây mềm ở vây bụng: 5; Số tia vây mềm ở vây ngực: 17 - 18; Số vảy đường bên: 53; Số đốt sống: 24.